# Danmarks ambassade i Dublin
Danmarks ambassade i Dublin er Danmarks diplomatiske repræsentation i Irland. Ambassaden er beliggende på Adelphi House, Georges Dock, i centrum af Dublin, Irlands hovedstad. Ambassadens opgaver omfatter at fremme Danmarks interesser i Irland og opretholde og udvikle de bilaterale forbindelser mellem de to lande.

## Historie
Danmark etablerede officielt diplomatiske forbindelser med Irland i 1949. Den danske ambassade blev etableret i Dublin i 1979, og har siden da haft til formål at styrke og udvikle det bilaterale forhold mellem Danmark og Irland.

## Aktiviteter og samarbejde
Danmarks ambassade i Dublin er involveret i en række aktiviteter og samarbejder for at styrke relationerne mellem Danmark og Irland. Ambassadens primære fokusområder er handel, kultur og politiske relationer. Ambassaden arbejder tæt sammen med den irske regering, danske virksomheder, kulturinstitutioner og organisationer i begge lande.